# Isgamera globicornis
Isgamera globicornis är en tvåvingeart som beskrevs av Giordani Soika 1956. Isgamera globicornis ingår i släktet Isgamera och familjen vattenflugor.
Artens utbredningsområde är Madagaskar. Inga underarter finns listade i Catalogue of Life.